# Peeter Lilje
Peeter Lilje (* 13. Oktober 1950 in Valga, Estnische Sozialistische Sowjetrepublik, Sowjetunion; † 28. Oktober 1993 in Oulu, Finnland) war ein estnischer Dirigent.

## Leben und Musik
Peeter Lilje besuchte von 1964 bis 1968 die Musikschule in Tartu in der damaligen estnischen Sowjetrepublik. 1974 schloss er bei Arvo Ratassepp sein Studium am Staatlichen Tallinner Konservatorium im Fach Chorleitung ab. Gleichzeitig studierte er Orchesterleitung bei Roman Matsov und spielte in verschiedenen Jazz-Formationen mit. 1980 schloss Lilje zusätzlich das Fach Opern- und Sinfonieorchesterleitung am Leningrader Konservatorium bei Arvīds und Mariss Jansons ab.
Von 1972 bis 1975 war Lilje Chormeister und Assistent des Dirigenten Neeme Järvi im Konzert- und Opernhaus Estonia in der estnischen Hauptstadt Tallinn. Anschließend war er von 1975 bis 1990 Dirigent im „Estonia“.
Von 1980 bis 1990 leitete Lilje als Chefdirigent das Staatliche Sinfonieorchester Estlands (ERSO). Von 1990 bis zu seinem frühen Tod 1993 war Lilje Chefdirigent des Sinfonieorchesters in der finnischen Stadt Oulu, Oulu Sinfonia.